# Джошуа Джаксън
Джошуа Картър Джаксън (на английски: Joshua Carter Jackson, роден на 11 юни 1978 г.) е канадско-американски актьор. Участвал е в над 32 телевизионни филма. Известен е с ролите на Чарли Конуей в поредицата „Великите патета“, Пейси Уитър в телевизионния сериал „Кръгът на Доусън“ и Питър Бишъп в сериала „Експериментът“.

## Произход и детство
Джошуа Картър Джаксън е роден  във Ванкувър, Британска Колумбия, син е на Фиона Джаксън, кастинг директор, и Джон Картър. Бащата на Джаксън е от Тексас, а майка му от Балифермот, Дъблин, Ирландия, емигрирала в Северна Америка през 60-те години. Израснал е като католик. Има сестра Аслея и двама полубратя, Лиман и Джонатан Картър, родени от първия брак на баща му. Джаксън израства в Калифорния до 8-годишна възраст. Скоро след раждането на сестра му в Калифорния, родителите му се развеждат и Джаксън, заедно с майка си и сестра си, се мести в Сиатъл, където учи в училището „Айнщайн“ (Einstein Middle School) в Шорлайн, Вашингтон. Скоро след това заедно с майка си и сестра си се връща обратно във Ванкувър. Посещава училището Ideal Mini School, след което се мести в средно училище „Кицилано“ (Kitsilano Secondary School). В интервю пред Ню Йорк Таймс казва, че е изгонен от училището заради Шоуто на Джон Стюарт. „Шоуто вървеше, поне там, където аз израстнах, в 1.30 през нощта, затова оставах до късно вечер да гледам Джон Стюарт, но след това на сутринта бях прекалено уморен – или мързелив – за да отида на училище на сутринта. Затова пропусках първите няколко часа, за да съм свеж, когато отида там.“ Джаксън твърди, че първият път, когато е бил изгонен, е било заради проблеми с отношението му към училището.

## Кариера
Скоро след като започва актьорската си кариера, Джаксън печели ролята на Чарли в поредицата Великите патета, за която кандидат е бил и Джейк Джиленхол (години по-късно двамата също са сред малка група актьори, обсъждани като кандидати за ролята на Брус Уейн/Батман във филма „Батман в началото“, която впоследствие отива при Крисчън Бейл). След това Джаксън участва в „Кръгът на Доусън“ в ролята на Пейси Уитър, който върви по телевизия WB от 1998 до 2003 г. и в който участват още Джеймс Ван Дер Бийк, Мишел Уилямс и Кейти Холмс. Докато сериалът е в застой, той участва в редица филми като „Черепите“, The Safety of Objects, „Проектът Ларами“ и с малка роля във филма „Бандата на Оушън“, където играе самия себе си в покер сцена с Брад Пит, Джордж Клуни и Холи Мари Комбс. През 2000 г. гостува в 12-и сезон на „Семейство Симпсън“, озвучавайки героя на Джеси Грас, природозащитник, в когото Лиса Симпсън се влюбва в епизода Lisa the Tree Hugger.
Скоро след края на „Кръгът на Доусън“ през 2003 г., Джаксън участва във филми редом с Денис Хопър („Американо“), Харви Кайтел („Танцьор в сянка“) и Доналд Съдърланд („Северно сияние“). През 2005 г. Джаксън се мести в Обединеното кралство и прави своя дебют на сцената на London West End заедно с Патрик Стюърт в пиесата на Дейвид Мамет „Живот в театъра“. Пиесата жъне успех сред критиците и публиката, и се играе от февруари до април същата година. В скорошни интервюта Джаксън заявява, че обмисля да се завърне на сцената, като този път опита късмета си на Бродуей. Следващата му роля е във филма със зведен състав „Боби“, режисиран от Емилио Естевес, с който участват заедно в Великите патета. Играе главна роля в американския римейк на азиатския филм на ужасите „Призрачна бленда“. След това участва и продуцира независимия канадски филм „Една седмица“, който излиза на 6 март 2009 г.
Джаксън играе главната роля в научнофантастичната поредица на Джей Джей Ейбрамс „Експериментът“, създадена от Джей Джей Ейбрамс, Роберто Орси и Алекс Кърцман. Сериалът се излъчва по телевизия FOX и е втори по рейтинг през 2009 г. след „Менталистът“, излъчван по CBS.
Джаксън е номиниран за награда „Джини“ за най-добър актьор за филма „Една седмица“. Впоследствие печели наградата на 12 април 2010 г.

## Личен живот
Джаксън е арестуван на 9 ноември 2002 г. по време на хокеен мач в Рейлей, Северна Каролина след спор с един от пазачите. Обвинен е в нападение и пиянство. По време на ареста си е имал съдържание на алкохол в кръвта си 0.14. Признава се за виновен и е осъден да присъства на обучителна програма за алкохолици и 24 часа обществено полезен труд.
Джаксън разделя времето си между Париж и Ванкувър. Притежава дома от детството си, който се намира в Топанга, Калифорния. Преди това е живял в Уилмингтън, Северна Каролина, където се снима Кръгът на Доусън; след това в Ню Йорк за първия сезон на „Експериментът“. През 2009 г. се мести обратно във Ванкувър за снимките на втория сезон на „Експериментът“.
Джошуа е имал връзки с актрисите Кейти Холмс (настояща съпруга на Том Круз), Британи Даниел и Росарио Доусън. През 2006 г. започва връзка с актрисата и модел Даян Крюгер.

## Филмография

### Кино
- Crooked Hearts – 1991
- Великите патета / The Mighty Ducks – 1992
- Digger – 1993
- Великите патета 2 / The Mighty Ducks 2 – 1994
- Андре / Andre – 1994
- Магия във водата / Magic in the Water – 1995
- Великите патета 2 / The Mighty Ducks 2 – 1996
- Робин от Локсли / Robin of Locksley – 1996
- Писък 2 / Scream 2 – 1997
- he Battery – 1998
- Способен ученик / Apt Pupil – 1998
- Градски легенди / Urban Legend – 1998
- Секс игри / Cruel Intentions – 1999
- Мъпетите в космоса / Muppets from Space – 1999
- Черепите / The Skulls – 2000
- Клюки / Gossip – 2000
- The Safety of Objects – 2001
- Бандата на Оушън / Ocean's Eleven – 2001
- Проектът Ларами / The Laramie Project – 2002
- Lone Star State of Mind – 2002
- Харесвам работата ти / I Love Your Work – 2003
- Прокълнати / Cursed – 2005
- Зебрата състезател / Racing Stripes – 2005
- Американо / Americano – 2005
- Северно сияние / Aurora Borealis – 2005
- Танцьор в сянка / The Shadow Dancer – 2005
- Боби / Bobby – 2006
- Битката в Сиатъл / Battle in Seattle – 2007
- Призрачна бленда / Shutter – 2008
- Една седмица / One Week – 2008
- U.F.O. – 2011
- Заложи на печелившия / „Lay The Favourite“ – 2012

### Телевизия
- Payoff – 1991
- Champs – 1996
- Робин от Локсли – 1996
- Рони и Джули – 1997
- On the Edge of Innocence – 1997
- Другата граница – 1997
- Кръгът на Доусън – 1998 – 2003
- Семейство Симпсън – 2000
- Capitol Law – 2006
- Експериментът – 2008 – 2013

## Награди
Награди „Джини“
- 2010 – награда за най-добър актьор за филма „Една седмица“

Международен филмов фестивал във Форт Лодърдейл
- 2005 – награда най-добър актьор за филма „Северно сияние“

Холивудски филмов фестивал
- 2006 – награда за откритие на годината за филма „Боби“

Награди „Сателит“
- 2006 – номинация за най-добър актьор в драма за филма „Северно сияние“

Награди на американската гилдия на филмовите актьори
- 2007 – номинация за най-добро групово изпълнение за филма „Боби“

Награди „Тийн Чойс“
- 1999 – награда за предпочитан актьор за „Кръгът на Доусън“
- 2000 – номинация за най-добър лъжец във филм за „Черепите“
- 2000 – награда за предпочитан актьор за „Кръгът на Доусън“
- 2001 – награда за предпочитан актьор за „Кръгът на Доусън“
- 2002 – номинация за предпочитан актьор за „Кръгът на Доусън“
- 2003 – номинация за предпочитан актьор за „Кръгът на Доусън“
- 2009 – номинация за предпочитан актьор за „Експериментът“

Награди „Млад артист“
- 1993 – номинация за най-добър млад актьор за филма „Великите патета“

Награди „Млад Холивуд“
- 2000 – награда за „актьор – бъдеща суперзвезда“